# The King of Fighters XIII
The King of Fighters XIII (KOF XIII) es un videojuego de lucha desarrollado por SNK Playmore para la placa Taito Type X2 publicado en 2010. Es la decimotercera entrega de la saga The King of Fighters y salió a la venta el 25 de octubre de 2011 para PlayStation 3 y Xbox 360 en el continente americano y el 27 de octubre de 2011 en el continente asiático. Atlus y Rising Star Games estuvieron a cargo de distribuir este juego en Estados Unidos y Europa, respectivamente. La conversión para consolas está basada en la versión 1.1 del juego, en la que se corrigen los bugs conocidos de la versión arcade.
KOF XIII también estuvo disponible para iOS como King of Fighters-i y su actualización King of Fighters-i 2012. Tres versiones de KOF XIII estuvieron disponibles para Android, The King of Fighters-ANDROID, The King of Fighters-A 2012 y The King of Fighters-i 2012.
En 2023, durante Evo Japan, se anunció una versión del juego para Nintendo Switch y Playstation 4 con juego en línea basado en rollback. Tres pruebas beta abiertas tuvieron lugar durante 2023 y esta versión fue lanzada a la venta el 16 de noviembre de 2023.

## Historia
Después de atravesar el cuerpo de Magaki con su lanza, se pierde el rastro de Shion a través de la grieta dimensional.
Además, como para ridiculizar la investigación dirigida por las fuerzas de Heidern, aparecieron para recuperar el cadáver de Magaki, aquellos que se denominan "Los de la tierra lejana" (Heraldos de Orochi). Continuamente persiguiendo los rastros del poder de Orochi.
Mientras tanto, Iori Yagami cae frente a Ash Crimson el protagonista de este videojuego, Elisabeth Branctorche Lo enfrenta, dando a entender que ambos fueron colegas en un pasado.
Después del de Kagura, el poder de Iori Yagami es absorbido por Ash Crimson. Yata fue superada, Yasanaki (las llamas de Iori) fueron apagadas. De los tres tesoros sagrados, solo queda Kusanagi. Sin embargo, en aquel momento Orochi se posesionó de Iori Yagami, y Kyo Kusanagi fue herido gravemente.

### En la actualidad
Tras sufrir estos graves accidentes, la preocupación se cierne en torno a KOF. Incluso así, la cuestión es quién es el más fuerte... un KOF a una escala sin precedentes ha comenzado a ser escrito. Con medio mundo como escenario, una competición imprescindiblemente grande de diferentes estilos de lucha. Nunca antes se había visto un evento similar. Y aquellos que posean las habilidades necesarias reciben una invitación escrita.
En la segunda parte de la historia, Rose felicita a los ganadores del torneo KOF, pero en ese momento Saiki y sus heraldos comienzan a poner su plan en marcha, Saiki usa su poder para detener el tiempo, haciendo que todas las personas alrededor (con la excepción de los participantes KOF) dejen de moverse.
Saiki ordena a sus heraldos que vayan hacia la Puerta del Tiempo y usen sus poderes junto con los dos tesoros sagrados que tiene, para que abran la Puerta del Tiempo, pero Mukai (Mukai es el jefe final del The King of Fighters 2003) quiere pelear con los participantes del torneo KOF en vez de que sea Saiki. A pesar de la lealtad que le ha mostrado Mukai, Saiki se enfurece y mata a Mukai haciéndolo envejecer rápidamente hasta reducirlo en huesos, Saiki tomo sus poderes y se convierte en una forma muy parecida a Mukai, se transforma en una criatura roja de aspecto demoníaco y decide utilizar a los participantes como sacrificio a Orochi con el fin de aumentar sus poder para abrir la Puerta del Tiempo, Saiki es derrotado y la puerta del tiempo empieza a cerrarse Saiki no sabe lo que pasa y piensa que se necesitan más sacrificios, en ese momento antes de que se diera cuenta es atacado por la espalda por Ash, al matar a Saiki, este se siente como un idiota por haber bajado la guardia y muere. En ese momento Ash absorbe el alma de Saiki, Botan (Botan es la chica de pelo azul que vieron en el video anterior) le exige una explicación por esta traición. Ash simplemente le dice que él nunca estuvo interesado en servir a Saiki y que con su nuevo poder procedería a acabar con todos "los de la Tierra Distante", manifestando que "se demoraría un poco", pero antes de que pudiera decir algo más Ash de pronto entró en trance y todo su cuerpo es envuelto por una aura oscura, el alma de Saiki logró superar la voluntad de Ash y poseyó su cuerpo.
Durante la posesión se crea una explosión de energía que manda a volar a Botan y destruye el cuerpo de Saiki, Saiki continua con su plan para apoderarse del poder de Orochi utilizando el cuerpo de Ash, ahora como un nuevo ente llamado "Dark Ash". Los participantes lo retan para impedir que cumpla a cabo sus planes y es cuando empieza el enfrentamiento final.
Dark Ash es derrotado, y queda contemplando la puerta del tiempo cerrándose frente a sus ojos, ya con Ash controlando de nuevo su cuerpo. Saiki insta a Ash a cruzar la puerta hacia el pasado, ya que al regresar, total tendrían una nueva oportunidad para obtener los 3 Tesoros Sagrados, y le dice que él es su ancestro directo. Ash simplemente se niega a hacerlo y deja que la puerta se cierre. Con esto, Saiki queda en el presente y crea una paradoja: Con Saiki en el presente, Ash nunca nació, y por lo tanto, ninguno de los eventos de los Cuentos de Ash ocurrió. Ash desaparece de la línea de existencia y con él, se lleva a Saiki, borrándose los dos. Elizabeth no logra evitar este evento y Ash se disculpa con ella porque sus planes no salieron como él esperaba, dejándole su cinta como única prueba de su existencia. Al desaparecer Ash, Iori recupera el Yasakani no Magatama, y con él sus poderes y su maldición. Mature y Vice se despiden de él diciéndole que se volverán a ver en otra noche de luna llena.

## Jugabilidad
Se han eliminado parte de las funciones de KOF (contraataque al retirarse, contraataque crítico y Clash System) pero se agrega otras:
- Movimientos EX: Son ataques que se ejecutan en una versión más poderosa, gastando un nivel de la barra de poder (2 para los DM), que puede acumular hasta 5.
- Hyper Drive: Medidor que se llena en conjunto con la barra de poder. Tiene el modo Hyper Drive en el que se puede entrar durante un limitado tiempo y gastando toda su barra, para poder cancelar cuantos movimientos especiales o DM se quiera. De manera que te permite ejecutar grandes combos.
- Drive Cancel: permite poder cancelar movimientos especiales y DM en otros movimientos especiales, gastando la mitad de Hyper Drive.
- Super Cancel: permite poder cancelar movimientos especiales y DM en otros DM, gastando la mitad de Hyper Drive y un nivel de poder.
- NEO MAX: supermovimiento especial devastador único para cada personaje que se ejecuta gastando toda la barra de Hyper Drive y 3 niveles de poder (2 en Hyper Drive). Cuando es ejecutado el fondo se vuelve negro y se hace un zoom-in que le da más espectacularidad. Recuerda a los SDM de KOF 2002 y LDM de KOF 2003.
- MAX Cancel: tipo de cancelación que te permite cancelar un DM en un NEOMAX gastando la barra de Hyper Drive y 2 niveles de poder. Similares a los Dream Cancel de KOF XI.

Simbología
- DM: Supermovimientos especiales
- SDM: Supermovimientos especiales devastadores
- LDM: Supermovimientos especiales de líder

## Modos de juego
- Arcade
- Versus
- Story
- Single play
- Replay
- Network
- Gallery
- Practice
- Mission
- Tutorial
- Player data

## Personajes
El título retomó la clásica organización de personajes en equipos de tres a excepción de algunos personajes.
| Elisabeth Team - Elisabeth Blanctorche - Shen Woo - Duo Lon Japan Team - Kyo Kusanagi - Benimaru Nikaido - Goro Daimon Fatal Fury Team - Terry Bogard - Andy Bogard - Joe Higashi Art of Fighting Team - Ryo Sakazaki - Robert Garcia - Takuma Sakazaki Ikari Team - Leona Heidern - Ralf Jones - Clark Still Yagami Team - Iori Yagami - Mature - Vice | K' Team - K' - Kula Diamond - Maxima Psycho Soldiers Team - Athena Asamiya - Sie Kensou - Chin Gentsai Women Fighters Team - Mai Shiranui - King - Yuri Sakazaki Kim Team - Kim Kaphwan - Hwa Jai - Raiden Sin equipo - Ash Crimson - Billy Kane - Saiki (sin transformarse - no disponible en Teléfonos inteligentes) - Iori Yagami (con llamas) - DLC - Kyo (con habilidades N.E.S.T.S.) - DLC - Mr. Karate - DLC Jefes - Saiki - Dark Ash |

## Escenarios
The King of Fighters XIII cuenta con una considerable cantidad de escenarios, que son los siguientes:
- Rose Stadium
- Londres
- India
- Brasil
- Japón
- Estados Unidos
- Francia
- Egipto
- China

No disponible en arcades (Exc. KOF XIII Climax)
- Residencia Blanctorche (Francia)
- Torre del Reloj (Londres)
- PaoPao Cafe (South Town)
- Esaka (Japón)
- Desierto (Arabia Saudita)
- Zona industrial (EE. UU.) (Iori versión KOF '98, personaje descargable)
- Dojo Kyokugen (A.O.F. 2) (South Town)
- Guarida de Saiki (Profundidades del estadio de Rose)
- Sky Noah
- Rose Stadium (Parte Superior)